# Kim Tong-ni
Kim Dong-ni (nom privilégié selon l'institut de littérature en Corée. En hangeul : 김동리) est un écrivain sud-coréen, né le 24 novembre 1913 à Gyeongju dans la province de Gyeongsang du Nord et mort le 17 juin 1995.

## Biographie
Né dans une famille modeste, il doit abandonner ses études et se cultive en autodidacte. Il publie ses premiers poèmes dans des quotidiens coréens comme Chosun Ilbo dès l'âge de 16 ans. En 1935, sa nouvelle Le descendant de Hwarang (Hwarang-ui huye) ui permet de remporter le concours littéraire organisé par le journal JoongAng Ilbo. Après la Seconde Guerre mondiale, qui met un terme à la colonisation japonaise, il cofonde et préside l'Association des Jeunes Écrivains de Joseon. Il est employé dans un journal et continue de publier des romans et des nouvelles. Frappé d'apoplexie en 1990, il meurt cinq ans plus tard. Il est considéré comme l'un des plus grands écrivains coréens du XXe siècle,,.

## Œuvre
Les thèmes de prédilection de Kim Dong-ni sont les traditions en Corée vues avec les yeux de la modernité. Il s'est beaucoup engagé également pour une littérature plus émancipée en Corée : à ce titre il a écrit plusieurs essais comme Le vrai sens de la littérature pure (Sunsu munhagui jinui, 1946) et Théorie de la littérature nationale (Minjok munhangnon, 1948).
Son monde littéraire est ainsi caractérisé par un mélange des traditions mystiques et d'un humanisme réaliste, évoquant la notion de destin, la place de l'homme dans l'univers à travers le monde spirituel des traditions coréennes à l'heure où elles entrent en contact avec l'étranger. Ses premiers ouvrages, comme Portrait d'une femme chaman (Munyeodo, 1936), Le cheval de poste (Yeongma), et Une légende de la terre ocre (Hwangtogi), explorent les relations entre le chamanisme et le confucianisme, entre la pensée chrétienne et la pensée bouddhiste. Le cheval de poste est le portrait d'un homme en opposition avec son destin qui décide de prendre la route, Le portait d'une femme chamane, qui fut plus tard réécrit en un roman fleuve -- La Chamane (Eulhwa) -- dépeint le conflit entre une mère chamane et son fils chrétien ; avec le suicide de la mère, le narrateur prédit le déclin du chamanisme face à la montée du christianisme en Corée.
Après la Guerre de Corée (1950-1953), Kim Dong-ni élargit ses thèmes en écrivant notamment sur des sujets politiques et sur les séquelles de cette guerre. L'évacuation de Heugnam (Heungnam cheolsu), basée sur des faits réels, à savoir le retrait des forces américaines de la ville de Heugnam, expose le conflit entre le communisme et le capitalisme. Danse de l'existence (Siljonmu) raconte l'histoire d'amour entre un nord-coréen et une sud-coréenne qui se termine tragiquement quand l'épouse nord-coréenne de l'homme refait son apparition. Ce qui revient dans tous ces récits, c'est la volonté de l'auteur d'universaliser les éléments traditionnels de la Corée et ses éléments spirituels en les transposant dans une réalité plus contemporaine. La croix de Shaphan (Sabanui sipjaga, 1957), l'histoire d'un homme crucifié à côté de Jésus, traite de sujets politiques en adoptant une attitude fataliste et délivre une critique des cultures occidentales.

### Recueils de nouvelles
- 무녀도 (巫女圖) Le portrait d'une femme chamane (1946)
- 황토기 (黃土記) Une légende de la terre ocre (1949)
- 귀환장정 (歸還壯丁) Le soldat rapatrié (1950)
- 실존무 (實存舞) Danse de l'existence (1958)
- 등신불 (等身佛) Statut de Bouddha grandeur nature (1963)

### Romans (partielle)
- 팥죽 Patjuk (nom d'un plat coréen) (1938)
- 소년(少年) Jeune garçon (1940)
- 한내마을의 전설(傳說) La légende du village Hannae (1950)
- 해바라기 Tournesol (1953)
- 여수(旅愁) Nostalgie du voyageur (1955)
- 춘추(春秋) Printemps et automne (1957)
- 꽃 Fleurs (1958)
- 광주(光州)에서 À Gwangju (1959)
- 천사(天使) Ange (1962)
- 해풍(海風) Vent marin (1963)
- 송추(松湫)에서 À Songchu (1966)
- 까치소리 Le jacassement de pie (1966)
- 극락조(極樂鳥) L'oiseau de paradis (1968)
- 김동리선집(金東里選集) Œuvres choisies de Kim Tong-ni (1968)

#### Essais (partielle)
- 문학(文學)과 인간(人間) Littérature et humanité (1948)
- 문학개론(文學槪論) Introduction à la littérature (1952)